# Pepetela
Artur Carlos Maurício Pestana dos Santos (n. 29 octombrie 1941, Benguela, Angola), cunoscut și sub pseudonimul de Pepetela, este un scriitor angolez. În 1997 Pepetela a căștigat Premiul Camões.

## Opera
1973 - As Aventuras de Ngunga
1978 - Muana Puó
1980 - Mayombe
1985 - O Cão e os Caluandas
1985 - Yaka
1989 - Lueji
1992 - Geração da Utopia
1995 - O Desejo de Kianda
1997 - Parábola do Cágado Velho
1997 - A Gloriosa Família
2000 - A Montanha da Água Lilás
2001 - Jaime Bunda, Agente Secreto
2003 - Jaime Bunda e a Morte do Americano
2005 - Predadores